# Memecylon caeruleum
Memecylon caeruleum là một loài thực vật có hoa trong họ Mua. Loài này được Jack mô tả khoa học đầu tiên năm 1820.